# Temporada 2011-2012 de l'EC Granollers
Anant de menys a més, l'Esport Club Granollers acaba fent els deures i aconsegueix pujar de categoria assolint el campionat, curiosament just una dècada exacta després del darrer ascens i també gràcies al goal average. Amb una dràstica millora en defensa respecte temporades anteriors, s'erigeix com el millor equip de la segona volta i en el menys golejat del campionat; un curs futbolístic, tot i això, no exempt d'altibaixos, on es perden força punts amb equips que acabarien descendint però puntuant en les cites importants amb els equips capdavanters. L'estabilitat esportiva sembla que torna al club que aconsegueix igualment pujar de categoria tres seccions més del futbol base, deixant un bon sabor de boca per enfocar amb tranquil·litat el Centenari de l'any vinent.

## Fets destacats
2011
- 28 d'agost: el Granollers es proclama campió de la primera edició del Torneig d'Històrics del Vallès Oriental celebrat a la població de Cardedeu.[3][4][5]
- 18 de setembre: àmplia derrota en el derbi davant la UE Canovelles (5-1).[6]
- 24 de desembre: el Granollers guanya el Torneig McDonald's Ciutat de Granollers que aplega els principals equips del municipi.[7][8][9]

2012
- 22 de gener: primer partit en competició oficial contra l'equip veí del CF Vilanova del Vallès.
- 6 de febrer: victòria en el derbi de tornada contra el Canovelles amb la mateixa golejada de la primera volta.[10]
- 23 de maig: mor a l'edat de 69 anys Jesús Martos Moreno, expresident del club durant una dotzena de temporades, entre els anys 1992 i 2003.[11]
- 3 de juny: s'assoleix l'ascens a Primera Catalana després de la victòria sobre el Vilanova del Vallès.[12]

## Plantilla
| Núm. | Pos. |           | Jugador                        | Procedència         | Temporada |
| ---- | ---- | --------- | ------------------------------ | ------------------- | --------- |
|      | POR  | Catalunya | Carlos Jódar Manau             | CE Premià           | 2011-2012 |
|      | POR  | Catalunya | Sergio Rivademar Martínez      | CE Sant Gabriel     | 2011-2012 |
|      | DEF  | Catalunya | Àlex Merlatti Barrero          | juvenil             | 2008-2009 |
|      | DEF  | Catalunya | David Charcos Gastón           | Palamós CF          | 2010-2011 |
|      | DEF  | Catalunya | Roger Bellavista Fortuny       | UE Vic              | 2010-2011 |
|      | DEF  | Catalunya | Aleix Pinadella Bernabéu       | CF Badalona juvenil | 2010-2011 |
|      | DEF  | Catalunya | Aitor Martí Maldonado          | juvenil             | 2010-2011 |
|      | DEF  | Catalunya | Cristian Cifuentes Ferrer      | CE Sant Gabriel     | 2011-2012 |
|      | DEF  | Catalunya | Marcel Josep Galera Corbera    | CFJ Mollerussa      | 2011-2012 |
|      | DEF  | Catalunya | Michael Baraffe Sanés 'Maikel' | FC Palafrugell      | 2011-2012 |
|      | MIG  | Catalunya | Oriol Vila Martí               | UE Vilassar de Mar  | 2008-2009 |
|      | MIG  | Catalunya | David Sánchez Rodríguez        | UD Cirera           | 2011-2012 |
|      | MIG  | Catalunya | Josep Negre Valls              | CFS La Garriga      | 2011-2012 |
|      | MIG  | Catalunya | Pablo Tavero Díaz              | FPEF Calella        | 2011-2012 |
|      | MIG  | Catalunya | David García Aguilar           | CF Les Franqueses   | 2011-2012 |
|      | MIG  | Catalunya | Óscar García Navarro           | UE Cornellà         | 2011-2012 |
|      | MIG  | Catalunya | Èdgar Santolalla Albiol        | UDA Gramenet        | 2011-2012 |
|      | MIG  | Catalunya | Sergi Boter Itchart            | FC Martinenc        | 2011-2012 |
|      | MIG  | Catalunya | Víctor Manuel Sánchez Toledano | CF Mollet UE        | 2011-2012 |
|      | MIG  | Catalunya | David Matito Pérez             | FC Palafrugell      | 2011-2012 |
|      | MIG  | Catalunya | Pol Ricart Herms               | juvenil             | 2011-2012 |
|      | DAV  | Mali      | Adama Sissoko Namake           | CF Ametlla juvenil  | 2009-2010 |
|      | DAV  | Catalunya | Jonathan González Espinosa     | juvenil             | 2009-2010 |
|      | DAV  | Marroc    | Bilal Marroun Talibi           | juvenil             | 2009-2010 |
|      | DAV  | Catalunya | Sergio Castro Sánchez          | CFS La Garriga      | 2010-2011 |
|      | DAV  | Argentina | Gianni di Cristofaro           |                     | 2011-2012 |
|      | DAV  | Catalunya | David Suárez Cebral            | CE Farners          | 2011-2012 |
|      | DAV  | Catalunya | Eduard Cosme Bruy              | CP San Cristóbal    | 2011-2012 |
|      | DAV  | Catalunya | Marc Garuz Masiques            | juvenil             | 2011-2012 |

Altres jugadors utilitzats a la pre-temporada: Kevin, Juan Francisco Mejías (juvenil), Raúl Pacheco Muñoz (juvenil), Lluís Font Dolcet, Aldo, Aitor Moreno Morte, José Manuel Cabrera Guedes 'Canario'. 

Llegenda:  ·   Capità  ·   Juvenil  ·   Lesionat  ·   Altes  ·   Passaport europeu  ·   Extracomunitari  ·   Extracomunitari sense restricció
| Baixes 2010-2011                 | Destinació       |
| Jordi Cabratosa Casellas 'Cabra' | Palamós CF       |
| Michael Baraffe Sanés 'Maikel'   | FC Palafrugell   |
| Germán Sánchez Llanos            | CF Ripollet      |
| Ivan García Rodríguez            | CE Farners       |
| David Matito Pérez               | FC Palafrugell   |
| Rubén Soler Navas                | FC Palafrugell   |
| Víctor Vilarrassa Torres         | CE Mataró        |
| Arnau Vicente Corbera            | FC Cardedeu      |
| Lander Delgado Muñoz             | FC Cardedeu      |
| Pablo Doñate Reina               | CE Premià        |
| Roger Cánovas Grau               |                  |
| Xavier Comas Cañizares           | FC Vilafranca    |
| Rogeli Mas Navarro               |                  |
| Víctor Talavera Ibáñez 'Tala'    | CE Abadessenc    |
| Rudi Cantos                      |                  |
| Alejandro Sánchez Mahicas        | CE Pubilla Casas |
| Iván González Colom              | CE Abadessenc    |
| Mamadou Aliou Demba Diallo       |                  |

| Baixes 2011-2012           | Destinació        |
| Lluís Font Dolcet          | CF Les Franqueses |
| Aitor Martí Maldonado      | motius laborals   |
| Josep Negre Valls          | CF Les Franqueses |
| Jonathan González Espinosa |                   |
| Óscar García Navarro       | motius laborals   |
| Pablo Tavero Díaz          | motius laborals   |

| Jornades | 01 | 02 | 03 | 04 | 05 | 06 | 07 | 08 | 09 | 10 | 11 | 12 | 13 | 14 | 15 | 16 | 17 | 18 | 19 | 20 | 21 | 22 | 23 | 24 | 25 | 26 | 27 | 28 | 29 | 30 | 31 | 32 | 33 | 34 | Sumatoris       | PJ | GM | GE | TG  | TV | PS |
| --- | --- | --- | --- | --- | --- | --- | --- | --- | --- | --- | --- | --- | --- | --- | --- | --- | --- | --- | --- | --- | --- | --- | --- | --- | --- | --- | --- | --- | --- | --- | --- | --- | --- | --- | --------------- | -- | -- | -- | --- | -- | -- |
| Oriol Vila | - | | - | - | - | - | - | - | - | - | - | | - | - | - | - | - | - | - | - | - | - | - | - | - | - | - | - | - | | - | - | - | - | Oriol Vila      | 31 | 7  |    | 15  | 1  |    |
| David Sánchez | | - | - | - | - | - | - | - | - | - | - | - | - | - | - | - | - | - | - | | - | - | - | - | - | - | - | - | - | | - | - | - | - | David Sánchez   | 31 | 4  |    | 12  | 1  |    |
| Cristian | - | - | - | - | - | - | - | - | - | - | - | - | - | - | - | - | - | - | - | - | - | - | - | - | - | - | - | - | - | - | | | | - | Cristian        | 31 |    |    | 4   |    |    |
| Merlatti | - | - | - | - | - | | - | - | | - | - | - | - | - | | - | - | - | - | - | - | - | - | - | - | - | - | - | - | - | - | - | - | - | Merlatti        | 31 |    |    | 7   | 1  |    |
| Sergio Castro | - | - | | - | - | - | - | - | - | - | - | - | | - | | - | - | | - | - | - | - | - | - | - | - | - | - | - | - | - | - | - | - | Sergio Castro   | 30 | 4  |    | 3   |    |    |
| Pinadella | - | - | - | - | - | - | - | - | - | - | | - | - | - | - | - | - | - | | - | - | - | - | - | - | - | | - | | - | - | - | - | - | Pinadella       | 30 | 2  |    | 17  | 2  |    |
| David García | - | - | - | - | - | - | - | - | - | | | - | - | - | - | - | - | - | - | - | - | | - | - | | - | - | - | | - | - | - | - | - | David García    | 29 | 4  |    | 8   | 1  |    |
| Marcel | - | - | - | - | - | - | | - | - | | | - | - | - | - | | | | - | - | - | - | - | - | - | - | - | - | | - | - | - | - | - | Marcel          | 27 |    |    | 13  | 2  |    |
| Bellavista | - | - | | - | - | - | | | | | | - | - | - | - | - | - | - | - | - | - | | | - | - | - | - | - | - | - | - | - | - | - | Bellavista      | 26 | 3  |    | 8   |    |    |
| Èdgar | | | | - | - | - | - | - | | - | - | | | - | - | - | - | - | - | | - | - | - | - | - | - | - | - | - | - | - | - | | | Èdgar           | 25 |    |    | 9   | 1  |    |
| Edu Cosme | | | | | | | | | | | | - | - | - | - | - | - | - | - | - | - | - | - | - | - | - | - | - | - | - | - | - | - | - | Edu Cosme       | 23 | 15 |    | 4   |    |    |
| Bilal | | | | | - | - | - | - | - | - | - | - | | | - | - | - | - | - | - | - | - | - | - | - | | | - | - | - | - | | | | Bilal           | 23 | 2  |    | 5   | 1  |    |
| Charcos | | | - | | | - | - | | - | | - | - | - | - | - | | | - | - | | | - | - | - | - | - | | - | - | - | | - | - | | Charcos         | 21 | 1  |    | 5   |    |    |
| Jódar | - | - | - | - | - | | | | | | | - | - | | - | - | - | - | - | - | | | | - | - | - | - | - | - | | | | - | - | Jódar           | 21 |    | 18 | 5   | 1  |    |
| Pablo | - | - | - | - | - | - | - | - | - | - | - | - | - | - | - | - | - | - | - | | - | | | | | | | | | | | | | | Pablo           | 20 |    |    |     |    |    |
| Adama | - | - | - | - | - | | | - | - | - | - | - | - | - | | - | | | | | | | | | | | | | | | | | - | - | Adama           | 15 | 6  |    | 1   | 1  |    |
| Gianni | | - | | | | | | | | - | - | | - | - | - | | - | - | - | - | | | | - | - | | - | | - | - | | | | | Gianni          | 15 | 2  |    | 1   |    |    |
| David Suárez | | | | | | | - | - | - | - | - | | - | | - | - | - | | | | - | - | | | - | | | | - | - | | | | | David Suárez    | 14 | 2  |    | 6   | 1  |    |
| Rivademar | | | | | | - | - | - | - | - | - | | | - | | | | | | | - | - | - | | | | | | | - | - | - | | | Rivademar       | 13 |    | 10 |     |    |    |
| Boter | | | | | | | | | | | | | | | | | | | | | | | - | - | - | - | - | - | - | - | - | - | - | - | Boter           | 12 | 2  |    |     |    |    |
| Óscar | - | - | - | | | - | - | - | - | | - | - | - | | - | | | | | | | | | | | | | | | | | | | | Óscar           | 11 |    |    |     |    |    |
| Jonathan | - | - | - | - | - | - | - | | | | | | | | | | | | | | | | | | | | | | | | | | | | Jonathan        | 7  | 1  |    | 1   |    |    |
| Pol | | | | | | | | | - | - | | | | | | | | | | - | - | | | | | | - | | | | | | | | Pol             | 5  |    |    |     |    |    |
| Negre | - | - | - | - | - | | | | | | | | | | | | | | | | | | | | | | | | | | | | | | Negre           | 5  |    |    |     |    |    |
| Víctor Manuel | | | | | | | | | | | | | | | | | | | | | | | | | | | | | | | - | - | - | - | Víctor Manuel   | 4  | 2  |    | 1   |    |    |
| Maikel | | | | | | | | | | | | | | | | | | | | | | | | | | - | | | | | - | | - | - | Maikel          | 4  |    |    | 1   | 1  |    |
| David Matito | | | | | | | | | | | | | | | | | | | | | | | | | | | | | | | | - | | - | David Matito    | 2  |    |    | 1   |    |    |
| Marc Garuz | | | | | | | | | | | | | | | | | | | | - | | | | | | | | | | | | | | | Marc Garuz      | 1  |    |    |     |    |    |
| Aitor | | - | | | | | | | | | | | | | | | | | | | | | | | | | | | | | | | | | Aitor           | 1  |    |    |     |    |    |
| PJ:partits jugats, GM:gols marcats, GE:gols encaixats, TG:targetes grogues, TV:targetes vermelles, PS:puntuació Sport \| puntuació \| groga \| groga + groga \| groga + vermella \| vermella \| sanció \| lesió \| baixa \| | PJ:partits jugats, GM:gols marcats, GE:gols encaixats, TG:targetes grogues, TV:targetes vermelles, PS:puntuació Sport \| puntuació \| groga \| groga + groga \| groga + vermella \| vermella \| sanció \| lesió \| baixa \| | PJ:partits jugats, GM:gols marcats, GE:gols encaixats, TG:targetes grogues, TV:targetes vermelles, PS:puntuació Sport \| puntuació \| groga \| groga + groga \| groga + vermella \| vermella \| sanció \| lesió \| baixa \| | PJ:partits jugats, GM:gols marcats, GE:gols encaixats, TG:targetes grogues, TV:targetes vermelles, PS:puntuació Sport \| puntuació \| groga \| groga + groga \| groga + vermella \| vermella \| sanció \| lesió \| baixa \| | PJ:partits jugats, GM:gols marcats, GE:gols encaixats, TG:targetes grogues, TV:targetes vermelles, PS:puntuació Sport \| puntuació \| groga \| groga + groga \| groga + vermella \| vermella \| sanció \| lesió \| baixa \| | PJ:partits jugats, GM:gols marcats, GE:gols encaixats, TG:targetes grogues, TV:targetes vermelles, PS:puntuació Sport \| puntuació \| groga \| groga + groga \| groga + vermella \| vermella \| sanció \| lesió \| baixa \| | PJ:partits jugats, GM:gols marcats, GE:gols encaixats, TG:targetes grogues, TV:targetes vermelles, PS:puntuació Sport \| puntuació \| groga \| groga + groga \| groga + vermella \| vermella \| sanció \| lesió \| baixa \| | PJ:partits jugats, GM:gols marcats, GE:gols encaixats, TG:targetes grogues, TV:targetes vermelles, PS:puntuació Sport \| puntuació \| groga \| groga + groga \| groga + vermella \| vermella \| sanció \| lesió \| baixa \| | PJ:partits jugats, GM:gols marcats, GE:gols encaixats, TG:targetes grogues, TV:targetes vermelles, PS:puntuació Sport \| puntuació \| groga \| groga + groga \| groga + vermella \| vermella \| sanció \| lesió \| baixa \| | PJ:partits jugats, GM:gols marcats, GE:gols encaixats, TG:targetes grogues, TV:targetes vermelles, PS:puntuació Sport \| puntuació \| groga \| groga + groga \| groga + vermella \| vermella \| sanció \| lesió \| baixa \| | PJ:partits jugats, GM:gols marcats, GE:gols encaixats, TG:targetes grogues, TV:targetes vermelles, PS:puntuació Sport \| puntuació \| groga \| groga + groga \| groga + vermella \| vermella \| sanció \| lesió \| baixa \| | PJ:partits jugats, GM:gols marcats, GE:gols encaixats, TG:targetes grogues, TV:targetes vermelles, PS:puntuació Sport \| puntuació \| groga \| groga + groga \| groga + vermella \| vermella \| sanció \| lesió \| baixa \| | PJ:partits jugats, GM:gols marcats, GE:gols encaixats, TG:targetes grogues, TV:targetes vermelles, PS:puntuació Sport \| puntuació \| groga \| groga + groga \| groga + vermella \| vermella \| sanció \| lesió \| baixa \| | PJ:partits jugats, GM:gols marcats, GE:gols encaixats, TG:targetes grogues, TV:targetes vermelles, PS:puntuació Sport \| puntuació \| groga \| groga + groga \| groga + vermella \| vermella \| sanció \| lesió \| baixa \| | PJ:partits jugats, GM:gols marcats, GE:gols encaixats, TG:targetes grogues, TV:targetes vermelles, PS:puntuació Sport \| puntuació \| groga \| groga + groga \| groga + vermella \| vermella \| sanció \| lesió \| baixa \| | PJ:partits jugats, GM:gols marcats, GE:gols encaixats, TG:targetes grogues, TV:targetes vermelles, PS:puntuació Sport \| puntuació \| groga \| groga + groga \| groga + vermella \| vermella \| sanció \| lesió \| baixa \| | PJ:partits jugats, GM:gols marcats, GE:gols encaixats, TG:targetes grogues, TV:targetes vermelles, PS:puntuació Sport \| puntuació \| groga \| groga + groga \| groga + vermella \| vermella \| sanció \| lesió \| baixa \| | PJ:partits jugats, GM:gols marcats, GE:gols encaixats, TG:targetes grogues, TV:targetes vermelles, PS:puntuació Sport \| puntuació \| groga \| groga + groga \| groga + vermella \| vermella \| sanció \| lesió \| baixa \| | PJ:partits jugats, GM:gols marcats, GE:gols encaixats, TG:targetes grogues, TV:targetes vermelles, PS:puntuació Sport \| puntuació \| groga \| groga + groga \| groga + vermella \| vermella \| sanció \| lesió \| baixa \| | PJ:partits jugats, GM:gols marcats, GE:gols encaixats, TG:targetes grogues, TV:targetes vermelles, PS:puntuació Sport \| puntuació \| groga \| groga + groga \| groga + vermella \| vermella \| sanció \| lesió \| baixa \| | PJ:partits jugats, GM:gols marcats, GE:gols encaixats, TG:targetes grogues, TV:targetes vermelles, PS:puntuació Sport \| puntuació \| groga \| groga + groga \| groga + vermella \| vermella \| sanció \| lesió \| baixa \| | PJ:partits jugats, GM:gols marcats, GE:gols encaixats, TG:targetes grogues, TV:targetes vermelles, PS:puntuació Sport \| puntuació \| groga \| groga + groga \| groga + vermella \| vermella \| sanció \| lesió \| baixa \| | PJ:partits jugats, GM:gols marcats, GE:gols encaixats, TG:targetes grogues, TV:targetes vermelles, PS:puntuació Sport \| puntuació \| groga \| groga + groga \| groga + vermella \| vermella \| sanció \| lesió \| baixa \| | PJ:partits jugats, GM:gols marcats, GE:gols encaixats, TG:targetes grogues, TV:targetes vermelles, PS:puntuació Sport \| puntuació \| groga \| groga + groga \| groga + vermella \| vermella \| sanció \| lesió \| baixa \| | PJ:partits jugats, GM:gols marcats, GE:gols encaixats, TG:targetes grogues, TV:targetes vermelles, PS:puntuació Sport \| puntuació \| groga \| groga + groga \| groga + vermella \| vermella \| sanció \| lesió \| baixa \| | PJ:partits jugats, GM:gols marcats, GE:gols encaixats, TG:targetes grogues, TV:targetes vermelles, PS:puntuació Sport \| puntuació \| groga \| groga + groga \| groga + vermella \| vermella \| sanció \| lesió \| baixa \| | PJ:partits jugats, GM:gols marcats, GE:gols encaixats, TG:targetes grogues, TV:targetes vermelles, PS:puntuació Sport \| puntuació \| groga \| groga + groga \| groga + vermella \| vermella \| sanció \| lesió \| baixa \| | PJ:partits jugats, GM:gols marcats, GE:gols encaixats, TG:targetes grogues, TV:targetes vermelles, PS:puntuació Sport \| puntuació \| groga \| groga + groga \| groga + vermella \| vermella \| sanció \| lesió \| baixa \| | PJ:partits jugats, GM:gols marcats, GE:gols encaixats, TG:targetes grogues, TV:targetes vermelles, PS:puntuació Sport \| puntuació \| groga \| groga + groga \| groga + vermella \| vermella \| sanció \| lesió \| baixa \| | PJ:partits jugats, GM:gols marcats, GE:gols encaixats, TG:targetes grogues, TV:targetes vermelles, PS:puntuació Sport \| puntuació \| groga \| groga + groga \| groga + vermella \| vermella \| sanció \| lesió \| baixa \| | PJ:partits jugats, GM:gols marcats, GE:gols encaixats, TG:targetes grogues, TV:targetes vermelles, PS:puntuació Sport \| puntuació \| groga \| groga + groga \| groga + vermella \| vermella \| sanció \| lesió \| baixa \| | PJ:partits jugats, GM:gols marcats, GE:gols encaixats, TG:targetes grogues, TV:targetes vermelles, PS:puntuació Sport \| puntuació \| groga \| groga + groga \| groga + vermella \| vermella \| sanció \| lesió \| baixa \| | PJ:partits jugats, GM:gols marcats, GE:gols encaixats, TG:targetes grogues, TV:targetes vermelles, PS:puntuació Sport \| puntuació \| groga \| groga + groga \| groga + vermella \| vermella \| sanció \| lesió \| baixa \| | PJ:partits jugats, GM:gols marcats, GE:gols encaixats, TG:targetes grogues, TV:targetes vermelles, PS:puntuació Sport \| puntuació \| groga \| groga + groga \| groga + vermella \| vermella \| sanció \| lesió \| baixa \| | PJ:partits jugats, GM:gols marcats, GE:gols encaixats, TG:targetes grogues, TV:targetes vermelles, PS:puntuació Sport \| puntuació \| groga \| groga + groga \| groga + vermella \| vermella \| sanció \| lesió \| baixa \| | En pròpia porta |    | 1  |    |     |    |    |
| PJ:partits jugats, GM:gols marcats, GE:gols encaixats, TG:targetes grogues, TV:targetes vermelles, PS:puntuació Sport \| puntuació \| groga \| groga + groga \| groga + vermella \| vermella \| sanció \| lesió \| baixa \| | PJ:partits jugats, GM:gols marcats, GE:gols encaixats, TG:targetes grogues, TV:targetes vermelles, PS:puntuació Sport \| puntuació \| groga \| groga + groga \| groga + vermella \| vermella \| sanció \| lesió \| baixa \| | PJ:partits jugats, GM:gols marcats, GE:gols encaixats, TG:targetes grogues, TV:targetes vermelles, PS:puntuació Sport \| puntuació \| groga \| groga + groga \| groga + vermella \| vermella \| sanció \| lesió \| baixa \| | PJ:partits jugats, GM:gols marcats, GE:gols encaixats, TG:targetes grogues, TV:targetes vermelles, PS:puntuació Sport \| puntuació \| groga \| groga + groga \| groga + vermella \| vermella \| sanció \| lesió \| baixa \| | PJ:partits jugats, GM:gols marcats, GE:gols encaixats, TG:targetes grogues, TV:targetes vermelles, PS:puntuació Sport \| puntuació \| groga \| groga + groga \| groga + vermella \| vermella \| sanció \| lesió \| baixa \| | PJ:partits jugats, GM:gols marcats, GE:gols encaixats, TG:targetes grogues, TV:targetes vermelles, PS:puntuació Sport \| puntuació \| groga \| groga + groga \| groga + vermella \| vermella \| sanció \| lesió \| baixa \| | PJ:partits jugats, GM:gols marcats, GE:gols encaixats, TG:targetes grogues, TV:targetes vermelles, PS:puntuació Sport \| puntuació \| groga \| groga + groga \| groga + vermella \| vermella \| sanció \| lesió \| baixa \| | PJ:partits jugats, GM:gols marcats, GE:gols encaixats, TG:targetes grogues, TV:targetes vermelles, PS:puntuació Sport \| puntuació \| groga \| groga + groga \| groga + vermella \| vermella \| sanció \| lesió \| baixa \| | PJ:partits jugats, GM:gols marcats, GE:gols encaixats, TG:targetes grogues, TV:targetes vermelles, PS:puntuació Sport \| puntuació \| groga \| groga + groga \| groga + vermella \| vermella \| sanció \| lesió \| baixa \| | PJ:partits jugats, GM:gols marcats, GE:gols encaixats, TG:targetes grogues, TV:targetes vermelles, PS:puntuació Sport \| puntuació \| groga \| groga + groga \| groga + vermella \| vermella \| sanció \| lesió \| baixa \| | PJ:partits jugats, GM:gols marcats, GE:gols encaixats, TG:targetes grogues, TV:targetes vermelles, PS:puntuació Sport \| puntuació \| groga \| groga + groga \| groga + vermella \| vermella \| sanció \| lesió \| baixa \| | PJ:partits jugats, GM:gols marcats, GE:gols encaixats, TG:targetes grogues, TV:targetes vermelles, PS:puntuació Sport \| puntuació \| groga \| groga + groga \| groga + vermella \| vermella \| sanció \| lesió \| baixa \| | PJ:partits jugats, GM:gols marcats, GE:gols encaixats, TG:targetes grogues, TV:targetes vermelles, PS:puntuació Sport \| puntuació \| groga \| groga + groga \| groga + vermella \| vermella \| sanció \| lesió \| baixa \| | PJ:partits jugats, GM:gols marcats, GE:gols encaixats, TG:targetes grogues, TV:targetes vermelles, PS:puntuació Sport \| puntuació \| groga \| groga + groga \| groga + vermella \| vermella \| sanció \| lesió \| baixa \| | PJ:partits jugats, GM:gols marcats, GE:gols encaixats, TG:targetes grogues, TV:targetes vermelles, PS:puntuació Sport \| puntuació \| groga \| groga + groga \| groga + vermella \| vermella \| sanció \| lesió \| baixa \| | PJ:partits jugats, GM:gols marcats, GE:gols encaixats, TG:targetes grogues, TV:targetes vermelles, PS:puntuació Sport \| puntuació \| groga \| groga + groga \| groga + vermella \| vermella \| sanció \| lesió \| baixa \| | PJ:partits jugats, GM:gols marcats, GE:gols encaixats, TG:targetes grogues, TV:targetes vermelles, PS:puntuació Sport \| puntuació \| groga \| groga + groga \| groga + vermella \| vermella \| sanció \| lesió \| baixa \| | PJ:partits jugats, GM:gols marcats, GE:gols encaixats, TG:targetes grogues, TV:targetes vermelles, PS:puntuació Sport \| puntuació \| groga \| groga + groga \| groga + vermella \| vermella \| sanció \| lesió \| baixa \| | PJ:partits jugats, GM:gols marcats, GE:gols encaixats, TG:targetes grogues, TV:targetes vermelles, PS:puntuació Sport \| puntuació \| groga \| groga + groga \| groga + vermella \| vermella \| sanció \| lesió \| baixa \| | PJ:partits jugats, GM:gols marcats, GE:gols encaixats, TG:targetes grogues, TV:targetes vermelles, PS:puntuació Sport \| puntuació \| groga \| groga + groga \| groga + vermella \| vermella \| sanció \| lesió \| baixa \| | PJ:partits jugats, GM:gols marcats, GE:gols encaixats, TG:targetes grogues, TV:targetes vermelles, PS:puntuació Sport \| puntuació \| groga \| groga + groga \| groga + vermella \| vermella \| sanció \| lesió \| baixa \| | PJ:partits jugats, GM:gols marcats, GE:gols encaixats, TG:targetes grogues, TV:targetes vermelles, PS:puntuació Sport \| puntuació \| groga \| groga + groga \| groga + vermella \| vermella \| sanció \| lesió \| baixa \| | PJ:partits jugats, GM:gols marcats, GE:gols encaixats, TG:targetes grogues, TV:targetes vermelles, PS:puntuació Sport \| puntuació \| groga \| groga + groga \| groga + vermella \| vermella \| sanció \| lesió \| baixa \| | PJ:partits jugats, GM:gols marcats, GE:gols encaixats, TG:targetes grogues, TV:targetes vermelles, PS:puntuació Sport \| puntuació \| groga \| groga + groga \| groga + vermella \| vermella \| sanció \| lesió \| baixa \| | PJ:partits jugats, GM:gols marcats, GE:gols encaixats, TG:targetes grogues, TV:targetes vermelles, PS:puntuació Sport \| puntuació \| groga \| groga + groga \| groga + vermella \| vermella \| sanció \| lesió \| baixa \| | PJ:partits jugats, GM:gols marcats, GE:gols encaixats, TG:targetes grogues, TV:targetes vermelles, PS:puntuació Sport \| puntuació \| groga \| groga + groga \| groga + vermella \| vermella \| sanció \| lesió \| baixa \| | PJ:partits jugats, GM:gols marcats, GE:gols encaixats, TG:targetes grogues, TV:targetes vermelles, PS:puntuació Sport \| puntuació \| groga \| groga + groga \| groga + vermella \| vermella \| sanció \| lesió \| baixa \| | PJ:partits jugats, GM:gols marcats, GE:gols encaixats, TG:targetes grogues, TV:targetes vermelles, PS:puntuació Sport \| puntuació \| groga \| groga + groga \| groga + vermella \| vermella \| sanció \| lesió \| baixa \| | PJ:partits jugats, GM:gols marcats, GE:gols encaixats, TG:targetes grogues, TV:targetes vermelles, PS:puntuació Sport \| puntuació \| groga \| groga + groga \| groga + vermella \| vermella \| sanció \| lesió \| baixa \| | PJ:partits jugats, GM:gols marcats, GE:gols encaixats, TG:targetes grogues, TV:targetes vermelles, PS:puntuació Sport \| puntuació \| groga \| groga + groga \| groga + vermella \| vermella \| sanció \| lesió \| baixa \| | PJ:partits jugats, GM:gols marcats, GE:gols encaixats, TG:targetes grogues, TV:targetes vermelles, PS:puntuació Sport \| puntuació \| groga \| groga + groga \| groga + vermella \| vermella \| sanció \| lesió \| baixa \| | PJ:partits jugats, GM:gols marcats, GE:gols encaixats, TG:targetes grogues, TV:targetes vermelles, PS:puntuació Sport \| puntuació \| groga \| groga + groga \| groga + vermella \| vermella \| sanció \| lesió \| baixa \| | PJ:partits jugats, GM:gols marcats, GE:gols encaixats, TG:targetes grogues, TV:targetes vermelles, PS:puntuació Sport \| puntuació \| groga \| groga + groga \| groga + vermella \| vermella \| sanció \| lesió \| baixa \| | PJ:partits jugats, GM:gols marcats, GE:gols encaixats, TG:targetes grogues, TV:targetes vermelles, PS:puntuació Sport \| puntuació \| groga \| groga + groga \| groga + vermella \| vermella \| sanció \| lesió \| baixa \| | PJ:partits jugats, GM:gols marcats, GE:gols encaixats, TG:targetes grogues, TV:targetes vermelles, PS:puntuació Sport \| puntuació \| groga \| groga + groga \| groga + vermella \| vermella \| sanció \| lesió \| baixa \| | Total           |    | 58 | 28 | 127 | 14 |    |
| puntuació | groga | groga + groga | groga + vermella | vermella | sanció | lesió | baixa | | | | | | | | | | | | | | | | | | | | | | | | | | | |                 |    |    |    |     |    |    |

## Resultats i classificacions
| Amistosos |

| 14 agost 2011 | CF Mollet UE | (suspès) | EC Granollers | Mollet del Vallès  |  |
| 19:00         |              |          |               | Germans Gonzalvo · |  |

| 20 agost 2011 | EC Granollers | 2 – 2 | CE Canyelles    | Granollers      |  |
| 19:00         | Negre 13' · Gianni (2-1) Jódar · Pinadella, Cristian, Bellavista, David Sánchez · Sergio Castro, Oriol Vila, Pablo, Negre · Kevin, Jonathan |       | 08' · (2-2) Pol | Carrer Girona · |  |

| 24 agost 2011 | EC Granollers | 1 – 0 | CE Sabadell FC B | Granollers      |  |
| 20:00         | Gianni        |       |                  | Carrer Girona · |  |

| 26 agost 2011                 | CE Llinars | 0 – 0 | EC Granollers | Cardedeu    |  |
| 19:30 I Històrics V. Oriental |            |       |               | Municipal · |  |

| 26 agost 2011                 | EC Granollers           | 3 – 1 | CF Montmeló UE | Cardedeu    |  |
| 21:30 I Històrics V. Oriental | Adama · Gianni · Marcel |       |                | Municipal · |  |

| 28 agost 2011                 | EC Granollers | 2 – 0 | CF Vilanova del Vallès                                                                           | Cardedeu    |  |
| 19:00 I Històrics V. Oriental | Jonathan 62' · Adama 88' Jódar · Pinadella, Cristian, Merlatti, Marcel · Sergio Castro, Oriol Vila, David García, David Sánchez · Adama, Jonathan |       | Ricard Roger, Xavi Alonso, Marc, Martí Joan, Albert Martínez, Gerard Colomo, Kaidy Eduard, Aitor | Municipal · |  |

| 4 setembre 2011 | CE Premià de Dalt | 2 – 0 | EC Granollers | Premià de Dalt |  |
| 18:00           |                   |       |               | Municipal ·    |  |

| 24 desembre 2011         | EC Granollers | 2 – 0                           | CA Vallès                                                                                      | Granollers              |  |
| 11:30 Torneig McDonald's | Juan Mejías 19' · Sergio Sánchez 42' Rivademar · Edu Cosme, Cristian, Merlatti, David García · Gianni, Pablo, Èdgar, Bilal · Sergio Sánchez, Juan Mejías | EC Granollers 1 EC Granollers 2 | Barco Sabaté, David, Gordillo, Iván Carlos Muñoz, Daniel, Ferran Daian, Carlos Calvo, Jonathan | Carrer Girona · Bilal · |  |

| 24 desembre 2011         | CA Vallès | 0 – 2                           | Fènix Football | Granollers              |  |
| 12:30 Torneig McDonald's |           | EC Granollers 1 EC Granollers 2 |                | Carrer Girona · Bilal · |  |

| 24 desembre 2011         | EC Granollers | 2 – 0                           | Fènix Football                                                               | Granollers              |  |
| 13:30 Torneig McDonald's | Marc Garuz 10' · Oriol Vila 26' Rivademar · Cristian, Bellavista, Pablo, Merlatti · Edu Cosme, Oriol Vila, Gianni · Adama, Marc Garuz, Sergio Sánchez | EC Granollers 1 EC Granollers 2 | Mesas Vidal, Memba, Baeza, Domènech Guillem, Nin, Octavi Oriol, Germán, Marc | Carrer Girona · Bilal · |  |

| Segona Catalana |

| 11 setembre 2011 | EC Granollers                                                                                        | 0 – 0                                            | UD Taradell                                                                                   | Granollers                                                                                     |  |
| 18:00 Jornada 1  | Jódar Pinadella, Cristian, Bellavista, Marcel Óscar, Oriol Vila, Pablo, Jonathan Adama, David García | Mundo Deportivo Sport Taradell Punt Com Acta FCF | Ochoa Morcillo, Canadell, Xevi Ochoa, Raúl García Fredi, Edu Morató, Font, Canó Erra, Grífols | Carrer Girona · Bruno Montoro Ferreiro · Xavier Pascual Senmartí · Andrés Barranco Rodríguez · |  |

| 17 setembre 2011 | UE Canovelles | 5 – 1                                             | EC Granollers | Canovelles                                              |  |
| 16:30 Jornada 2  | Vélez 02' · Miguel Jiménez 17' 41' · Jonny 30' 54' Álex · Amaro, Romo, David Suárez, Marc López · Parra, Jose, Vélez · Jonny, Miguel Jiménez, Alcántara | Mundo Deportivo Sport Revista del Vallès Acta FCF | 76' Sergio Castro · 77' Sergio Castro · Jódar · Pinadella, Cristian, Bellavista, Marcel · Sergio Castro, David García, Pablo, Jonathan · Adama, Óscar | Municipal · Alberto Hernández Ortiz · Dídac Ros Layos · |  |

| 25 setembre 2011 | EC Granollers                                                                                           | 0 – 0                                                                                              | UE Sant Vicenç                                                                                    | Granollers                                                                                                   |  |
| 12:00 Jornada 3  | Jódar Pinadella, Cristian, Merlatti, Marcel Óscar, Oriol Vila, Pablo, David Sánchez Adama, David García | Mundo Deportivo Sport El 9 Esportiu El 9 Nou (Vallès) El 9 Nou (Osona) Revista del Vallès Acta FCF | David Faja Arimany, Ballús, Piella, Jufré Bautista, Cunill, Nil Coll Juanjo, Marc Alberch, Darnés | Carrer Girona · 70 espectadors · Kabir Frutos Bonache · Guillem Martínez Brunet · Joan Ignasi Ros Martínez · |  |

| 2 octubre 2011  | CE Sabadell FC B                                                                                | 0 – 0                                                      | EC Granollers                                                                                              | Sabadell                                                                        |  |
| 12:30 Jornada 4 | Jordi Bracons Corpas, Héctor, Ángel, César Rober, Aleix, Pinilla, Reverter Mario Martínez, Toni | Mundo Deportivo Sport El 9 Nou Revista del Vallès Acta FCF | Jódar Pinadella, Cristian, Merlatti, Marcel David Sánchez, Oriol Vila, Èdgar, Jonathan Adama, David García | Olímpia · Èdgar Cardoso Vilana · David Nadal de Dios · Oualid Benmoussa Hadra · |  |

| 9 octubre 2011  | EC Granollers | 2 – 1                                             | FC Palau                                                                                                 | Granollers                                                                                       |  |
| 12:00 Jornada 5 | Oriol Vila 09' · Sergio Castro 44' Jódar · Pinadella, Cristian, Bellavista, Marcel · Oriol Vila, Èdgar · Sergio Castro, Jonathan, David Sánchez · Adama | Mundo Deportivo Sport Revista del Vallès Acta FCF | 54' Juanan · Mora · Iván, Ramon, Frank, Albert Estudillo · Dani, Ortiz, Víctor, Ángel · Palma, Miguelito | Carrer Girona · 200 espectadors · Lluís Company Jiménez · Dídac Ros Layos · Dídac Duran Peidro · |  |

| 16 octubre 2011 | UD Sabadell Nord CF | 1 – 1                                                      | EC Granollers | Sabadell |  |
| 11:30 Jornada 6 | Dani Muela 06' · Dani Muela 63' Marc Gil · Éric, Cartié, Antón, Piñol · Navarrete, Torres, Maca, Silva · Dani Muela, Ponsich | Mundo Deportivo Sport El 9 Nou Revista del Vallès Acta FCF | 01' Jonathan · Rivademar · Pinadella, Cristian, Bellavista, Marcel · Sergio Castro, Oriol Vila, Èdgar, David Sánchez · Jonathan, Óscar | Ca n'Oriac · 250 espectadors · José Antonio Rodríguez Merino · Enrique Martínez Ribera · Juan Manuel Ráez Balaguer · |  |

| 23 octubre 2011 | EC Granollers | 1 – 0                                                          | UE Castellar                                                                                     | Granollers                                                                                                |  |
| 12:00 Jornada 7 | Charcos 67' Rivademar · Pinadella, Cristian, Charcos, David García · Sergio Castro, Oriol Vila, Èdgar, David Sánchez · David Suárez, Pablo | Mundo Deportivo Sport Revista del Vallès UE Castellar Acta FCF | Carles Gil Moreno, López, Puntí, Damas Dani González, Enric Raya, Iván Ruiz, Pozo Alavedra, Pepu | Carrer Girona · 200 espectadors · David Talavera Bielsa · Javier Fernández Ruiz · Sergi Coll Camenforte · |  |

| 30 octubre 2011 | OAR Vic                                                                                 | 0 – 2                                                                                        | EC Granollers | Vic                                                                                    |  |
| 11:45 Jornada 8 | Enciso Farrés, Vergés, Miki Espiñeira, Ballús Vinyet, Aitor, Marcel, Casas Abel, Partal | Mundo Deportivo Sport El 9 Nou (Vallès) El 9 Nou (Osona) Revista del Vallès OAR Vic Acta FCF | 50' (p.) Oriol Vila · 60' Adama Rivademar · Pinadella, Cristian, Merlatti, David García · Sergio Castro, Oriol Vila, Èdgar, David Sánchez · Adama, Óscar | Torras i Bages · Álex Laballos Alonso · Adrià Triana Junyent · Agustí Piñeyro Pecero · |  |

| 6 novembre 2011 | EC Granollers | 2 – 1                                                                    | FC Sant Quirze | Granollers                                                                                              |  |
| 12:00 Jornada 9 | Oriol Vila 79' (p.) · Adama 91' Rivademar · Pinadella, Cristian, Charcos, Marcel · Sergio Castro, David García, Pablo, David Sánchez · Adama, David Suárez | Mundo Deportivo Sport El 9 Esportiu El 9 Nou Revista del Vallès Acta FCF | 38' Murillo · Marc Illa · David, Anzo, Albert, Víctor Soria · Murillo, Guti, Aitor · Dani Quesada, Claudio, Xavi Sánchez | Carrer Girona · 100 espectadors · Marcos López Jiménez · Sergi Dols Icardo · Santiago Domínguez Mateo · |  |

| 13 novembre 2011 | CE Puig-reig                                                                                   | 1 – 3                                                     | EC Granollers | Puig-reig                                                                             |  |
| 16:00 Jornada 10 | Litus 19' · Serra · Masana, Cortizo, Carol, Picado · Dídac, Freixas, Litus, Soto · Manu, Ángel | Mundo Deportivo Sport Revista del Vallès Regió 7 Acta FCF | 66' David Sánchez · 77' Gianni · 81' Adama Rivademar · Pinadella, Cristian, Èdgar, Merlatti · Sergio Castro, Oriol Vila, Pablo, David Sánchez · Adama, David Suárez | Municipal · Alejandro Aguiar Muñoz · Carles Montoliu Carrillo · Èdgar Boada Hidalgo · |  |

| 20 novembre 2011 | EC Granollers | 1 – 2                                                                   | CFA Gironella | Granollers |  |
| 12:00 Jornada 11 | Oriol Vila 69' (p.) · Rivademar · David Sánchez, Cristian, Charcos, Merlatti · Adama, Oriol Vila, Èdgar, Bilal · David Suárez, Óscar | Mundo Deportivo Sport El 9 Esportiu Revista del Vallès Regió 7 Acta FCF | 37' Ferran · 80' Santamaría Abel · Argelich, Iván López, Sibila, Damià · Santamaría, Pol, Safont, Moreno · Moi Nogareda, Ferran | Carrer Girona · 200 espectadors · José Antonio Fernández Morillo · Alberto Cerro Moreno · Rubén Campos González · |  |

| 27 novembre 2011 | UE Sabadellenca                                                                                           | 1 – 0                                             | EC Granollers                                                                                     | Sabadell                                                                                  |  |
| 12:00 Jornada 12 | Jonny 79' Javi Haro · Chono, Sebas, Moisés, José Ángel · Dídac, Edu, Marino, Abdul · Toni Guirao, Juanito | Mundo Deportivo Sport Revista del Vallès Acta FCF | Jódar Pinadella, Cristian, Bellavista, Merlatti Bilal, Charcos, Pablo, David Sánchez Adama, Óscar | La Creu · Eduard Figuerola Rodríguez · Jairo Córdoba Sánchez · Joel Figuerola Rodríguez · |  |

| 4 desembre 2011  | EC Granollers | 2 – 1                                                                  | CE Sallent                                                                                           | Granollers                                                                          |  |
| 12:00 Jornada 13 | Adama 42' · David Suárez 46' Jódar · Pinadella, Cristian, Bellavista, Marcel · David Sánchez, Oriol Vila, Charcos, Óscar · Adama, David Suárez | Mundo Deportivo Sport Revista del Vallès Regió 7 Bages Futbol Acta FCF | 65' Prat · Coma · Noguera, Quintana, Prat, Páez · Da Silva, Sergio, Corco · Boltor, Marín, Javi Díaz | Carrer Girona · Álex Gómez Meneses · Jonathan Garrote Camúñez · Pol Domènech Roca · |  |

| 17 desembre 2011 | CF Parets | 1 – 3                                                           | EC Granollers | Parets del Vallès                                                                                 |  |
| 17:00 Jornada 14 | Naxo Abad 86' · Marc · Duque, Parra, Arnau, Pol · Àlex Abad, Fàbrega, Pablo, Víctor Martínez · Igor, Naxo Abad | Mundo Deportivo Sport El 9 Esportiu Revista del Vallès Acta FCF | 23' 63' Adama · 47' Oriol Vila Rivademar · Pinadella, Charcos, Bellavista, Marcel · Edu Cosme, Oriol Vila, Èdgar, David Sánchez · Adama, David García | Josep Seguer i Sans · Sergio Moreno Asensio · Álvaro Milián Álvaro · Antonio Fernández González · |  |

| 8 gener 2012     | EC Granollers | 1 – 1                                                              | CE Marganell                                                                             | Granollers                                                                                |  |
| 12:00 Jornada 15 | David García 62' Jódar · Pinadella, Charcos, Cristian, Marcel · Edu Cosme, Oriol Vila, Èdgar, David Sánchez · David Suárez, David García | Mundo Deportivo Sport El 9 Nou Revista del Vallès Regió 7 Acta FCF | 80' Andrés Dani · Roger, Xavi, Viñals, Pla · Galdón, Charly, Nieto, Toni · Oliver, Vidal | Carrer Girona · Victoria Petrova Borislavova · Joan Martí Gross · David Torres Zambrana · |  |

| 15 gener 2012    | EC Granollers | 2 – 0                                             | UE Tona                                                                             | Granollers |  |
| 12:00 Jornada 16 | Pinadella 21' · Oriol Vila 87' (p.) Jódar · Pinadella, Cristian, Bellavista, Merlatti · Edu Cosme, Oriol Vila, Èdgar, David Sánchez · David Suárez, David García | Mundo Deportivo Sport Revista del Vallès Acta FCF | Calvo Roca, Toti, Enrich, Oriol Dot Eloi, Cesc Pla, Roger Casas Mendo, Santa, Prats | Carrer Girona · 100 espectadors · Dídac Molina Peig · Pol Francisco de Paula Juvanteny · Emmanuel Gordillo García · |  |

| 22 gener 2012    | CF Vilanova del Vallès | 1 – 1                                                                                       | EC Granollers | Vilanova del Vallès                                                                   |  |
| 12:00 Jornada 17 | Gerard Colomo 72' (p.) Carles Gil · Navarro, Roger, Xavi Alonso, Viri · Mogas, Gerard Colomo · Kirian, Jose, Musti · Martí | Mundo Deportivo Sport El 9 Esportiu El 9 Nou Revista del Vallès CF Vilanova del V. Acta FCF | 84' Gianni Jódar · Pinadella, Cristian, Bellavista, Merlatti · Oriol Vila, Èdgar · David García, Edu Cosme, David Sánchez · David Suárez | Municipal · José Antonio Ruano López · Enric Rodríguez Tarragó · Javier Ruz Navarro · |  |

| 28 gener 2012    | UD Taradell                                                                                  | 0 – 4                                                               | EC Granollers | Taradell                                                                          |  |
| 16:00 Jornada 18 | Ochoa Xevi Ochoa, Edu Morató, Erra, Iván Guillem Molas, Quim, Edu Dot, Marc Font Pujol, Canó | Mundo Deportivo Sport Revista del Vallès Taradell Punt Com Acta FCF | 26' Bilal · 39' 53' Edu Cosme · 83' David García Jódar · Pinadella, Charcos, Bellavista, Merlatti · Bilal, Oriol Vila, Èdgar, David García · Edu Cosme, David Sánchez | La Roureda · Juan Ramón Cano Sáiz · Macià Closas Andrés · Àstrid Salvago Cabero · |  |

| 5 febrer 2012    | EC Granollers | 5 – 1                                                                    | UE Canovelles | Granollers                                                                                      |  |
| 12:00 Jornada 19 | David Sánchez 23' 31' · Diego 47' (p.p.) · Edu Cosme 52' · Oriol Vila 75' (p.) Jódar · Cristian, Charcos, Bellavista, Merlatti · David García, Oriol Vila, Èdgar, David Sánchez · Edu Cosme, Bilal | Mundo Deportivo Sport El 9 Esportiu El 9 Nou Revista del Vallès Acta FCF | 54' Romo · Javi · Cris, Diego, David Suárez, Marc López · Parra, Alcántara, Romo, Borja Sánchez, Vélez · Miguel Jiménez | Carrer Girona · 200 espectadors · Melcior Fabré Vila · Samir Assikiou Afrig · Abdelaziz Ajdir · |  |

| 11 febrer 2012   | UE Sant Vicenç | 2 – 1    | EC Granollers | Sant Vicenç de Torelló                                                              |  |
| 16:00 Jornada 20 | Marc Alberch 28' · Darnés 67' David Faja · Dani, Ballús, Piella, Cunill · Arimany, Eloi, Nil Coll · Juanjo, Marc Alberch, Bautista | Acta FCF | 36' Sergio Castro · Jódar · Pinadella, Cristian, Bellavista, Merlatti · Bilal, Oriol Vila, David García, Marcel · Edu Cosme, Sergio Castro | Municipal · Bruno Montoro Ferreiro · David Manzano Quintana · David López Jiménez · |  |

| 26 febrer 2012   | EC Granollers | 3 – 1                                                                                      | CE Sabadell FC B                                                                                      | Granollers                                                                                    |  |
| 12:00 Jornada 21 | Bilal 12' · Edu Cosme 79' · David Suárez 89' Rivademar · Pinadella, Cristian, Bellavista, Merlatti · David Sánchez, Oriol Vila, Èdgar, David García · Bilal, Edu Cosme | Mundo Deportivo Sport El 9 Esportiu El 9 Nou Revista del Vallès Diari de Sabadell Acta FCF | 39' Reverter · Manu · Corpas, Ángel, Antonell, Jaume · Toni, Mamadou, Héctor, Reverter, Luque · Chipi | Carrer Girona · Alberto Hernández Ortiz · Alejandro Carrillo Vílchez · Alonso Belmonte Ruiz · |  |

| 4 març 2012      | FC Palau | 1 – 0                                                      | EC Granollers                                                                                                  | Palau-Solità i Plegamans                                                              |  |
| 12:00 Jornada 22 | Albert Alegret 94' Gerard · Dani, Albert Estudillo, Soba, Ramon · Albert Martínez, Sergi, Víctor, Héctor · Aliou, Morán | Mundo Deportivo Sport El 9 Nou Revista del Vallès Acta FCF | Rivademar Pinadella, Cristian, Charcos, Marcel Bilal, Oriol Vila, Èdgar, David Sánchez David Suárez, Edu Cosme | Municipal · Martí Ferrer Font · Kamal Mohamed Oulad Hmidou · Oualid Benmoussa Hadra · |  |

| 11 març 2012     | EC Granollers | 3 – 0                                                                             | UD Sabadell Nord CF                                                               | Granollers                                                                              |  |
| 12:00 Jornada 23 | Edu Cosme 29' 59' 64' Rivademar · Pinadella, Cristian, Charcos, Marcel · Sergio Castro, Oriol Vila, Èdgar, David García · Edu Cosme, David Sánchez | Mundo Deportivo Sport El 9 Esportiu Revista del Vallès Diari de Sabadell Acta FCF | Álex Melo, Cartié, Antón, Piñol Basora, Torres, Maca, Silva Dani Muela, Bahamonde | Carrer Girona · Jordi Berenguer Puchades · Albert Costa Juan · Gerard Farràs González · |  |

| 18 març 2012     | UE Castellar                                                                                               | 0 – 4                                                      | EC Granollers | Castellar del Vallès                                                               |  |
| 12:15 Jornada 24 | Rosell Puntí, Dani Guerrero, Silvestre, Damas Dani González, Enric Raya, Argemí, Alavedra Juanito, Brullet | Mundo Deportivo Sport El 9 Nou Revista del Vallès Acta FCF | 02' 25' Edu Cosme · 47' 71' David García Jódar · Pinadella, Cristian, Charcos, Marcel · Sergio Castro, Oriol Vila, Èdgar, David García · Edu Cosme, David Sánchez | Pepín Valls · Alejandro Antúnez Herrera · Xavier Ruiz Paterna · Pablo Iván Guyet · |  |

| 25 març 2012     | EC Granollers | 3 – 0                                                                   | OAR Vic                                                                             | Granollers                                                                      |  |
| 12:00 Jornada 25 | Edu Cosme 12' 21' · Pinadella 46' Jódar · Pinadella, Charcos, Bellavista, Marcel · Boter, Oriol Vila, Èdgar, Sergio Castro · Edu Cosme, David Sánchez | Mundo Deportivo Sport El 9 Esportiu Revista del Vallès OAR Vic Acta FCF | Joel Farrés, Aitor, Miki Espiñeira, Ballús Creus, Ferri, Èric, Vilalta Abel, Partal | Carrer Girona · David Tiburcio Herrero · Germán Rodríguez Roig · Nizar Charif · |  |

| 1 abril 2012     | FC Sant Quirze | 2 – 2                                   | EC Granollers | Sant Quirze del Vallès                                                             |  |
| 12:00 Jornada 26 | Xavi Sánchez 59' · Campuzano 91' Iñaki · David, Albert, Campuzano, Víctor Soria · Murillo, Marc Alfonso, Javi, Aitor · Claudio, Xavi Sánchez | Mundo Deportivo Sport El 9 Nou Acta FCF | 16' David Sánchez · 53' Edu Cosme · Jódar · Pinadella, Charcos, Bellavista, Marcel · Sergio Castro, Oriol Vila, Èdgar, David García · Edu Cosme, David Sánchez | Municipal · Álex Gómez Meneses · Ignacio Benedet Jiménez · Julián Torres Fandiño · |  |

| 15 abril 2012    | EC Granollers | 3 – 0                                                     | CE Puig-reig                                                                      | Granollers                                                                              |  |
| 12:00 Jornada 27 | Sergio Castro 41' · Edu Cosme 71' · Boter 72' Jódar · Cristian, Bellavista, Merlatti, Marcel · Sergio Castro, Oriol Vila, Èdgar, David García · Edu Cosme, David Sánchez | Mundo Deportivo Sport Revista del Vallès Regió 7 Acta FCF | Manuel Rosell, Cortizo, Carreras, Clarés Ramon, Grisi, Freixas, Picado, Veas Manu | Carrer Girona · Diego Hernán Ricci González · Alberto Danila · Daniel Vilardell Funes · |  |

| 22 abril 2012    | CFA Gironella                                                                                             | 1 – 2                                                     | EC Granollers | Gironella                                                              |  |
| 16:30 Jornada 28 | Moi Nogareda 30' Abel · Adri, Iván López, Ferran, Eme · Santamaría, Pol, Pau, Moreno · Rafa, Moi Nogareda | Mundo Deportivo Sport Revista del Vallès Regió 7 Acta FCF | 68' 78' Bellavista Jódar · Pinadella, Charcos, Bellavista, Marcel · Sergio Castro, Oriol Vila, Èdgar, David García · Edu Cosme, David Sánchez | Municipal · Pol Roig Portell · Ismael Mba García · Pol Domènech Roca · |  |

| 29 abril 2012    | EC Granollers                                                                                                  | 0 – 1                                                                             | UE Sabadellenca                                                                                         | Granollers                                                                                   |  |
| 12:00 Jornada 29 | Jódar Cristian, Charcos, Bellavista, Merlatti Sergio Castro, Oriol Vila, Èdgar, Boter Edu Cosme, David Sánchez | Mundo Deportivo Sport El 9 Esportiu Revista del Vallès Diari de Sabadell Acta FCF | 73' Serrano Javi Haro · Pol, Alberto, Moisés, José Ángel · Dídac, Edu, Marino, Oriol · Serrano, Juanito | Carrer Girona · Alberto Hernández Ortiz · Alejandro Álvarez Molina · Miquel Adrover García · |  |

| 6 maig 2012      | CE Sallent                                                                                        | 1 – 1                                                                                | EC Granollers | Sallent                                                                       |  |
| 17:30 Jornada 30 | Boltor 35' Romero · Horneros, Pere, Pablo, Corco · Javi Díaz, Sabatés, Yuti, Uri · Boltor, Sergio | Mundo Deportivo Sport El 9 Esportiu Revista del Vallès Regió 7 Bages Futbol Acta FCF | 19' Edu Cosme Rivademar · Pinadella, Cristian, Bellavista, Marcel · Sergio Castro, Charcos, David García, Boter · Edu Cosme, Èdgar | Camp Nou · Sergio Álvarez Ubric · Rubén Molina Ruiz · David Rodríguez Marín · |  |

| 13 maig 2012     | EC Granollers | 2 – 1                                                      | CF Parets | Granollers                                                                                     |  |
| 12:00 Jornada 31 | Bellavista 21' · Víctor Manuel 85' Rivademar · Pinadella, Bellavista, Merlatti, Marcel · Boter, Oriol Vila, Èdgar, David García · Edu Cosme, David Sánchez | Mundo Deportivo Sport El 9 Nou Revista del Vallès Acta FCF | 54' Víctor Martínez · Marc · Duque, Parra, Arnau, Pol · Àlex Abad, Fàbrega, Pablo, Víctor Martínez · Manel, Naxo Abad | Carrer Girona · Marcelo Sergei Dapueto Saviski · Sergi Martínez Martínez · Daniel López León · |  |

| 19 maig 2012     | CE Marganell                                                               | 0 – 1                                                     | EC Granollers | Marganell |  |
| 16:30 Jornada 32 | Dani Caballero, Xavi, Viñals, Pla Garci, Charly, Lluís, Eloi Hassane, Toni | Mundo Deportivo Sport Revista del Vallès Regió 7 Acta FCF | 87' Boter Rivademar · Pinadella, Charcos, Bellavista, Marcel · Sergio Castro, Oriol Vila, Èdgar, David García · Edu Cosme, David Sánchez | Argemí Escofet · 60 espectadors · Xavier Codina Casanovas · Enrique Sabio Samanes · Guillem Gràcia Pascual · |  |

| 27 maig 2012     | UE Tona                                                                            | 0 – 0                                        | EC Granollers | Tona                                                                                       |  |
| 12:00 Jornada 33 | Calvo Fuentes, Toti, Joan Casas, Munti Comas, Eloi, Cesc Pla, Macías Santa, Muntal | Mundo Deportivo Sport El 9 Esportiu Acta FCF | Jódar Pinadella, Charcos, Bellavista, Marcel Boter, Oriol Vila, Víctor Manuel, David García Edu Cosme, David Sánchez | Nou Municipal · Miguel Ángel Navarro Sáez · Alberto Cerro Moreno · David Torres Zambrana · |  |

| 3 juny 2012      | EC Granollers | 2 – 1 | CF Vilanova del Vallès                                                                                                   | Granollers                                                                                                  |  |
| 12:00 Jornada 34 | Edu Cosme 43' · Víctor Manuel 56' Jódar · Pinadella, Bellavista, Merlatti, Marcel · Boter, Oriol Vila, Víctor Manuel, David García · Edu Cosme, David Sánchez | Mundo Deportivo Sport El 9 Esportiu El 9 Nou Revista del Vallès EC Granollers CF Vilanova del V. Acta FCF | 66' Manolo · Carles Gil · Navarro, Puchi, Viri, Arnau · Albert Sánchez, Gerard Colomo, Xavi Alonso · Jose, Musti, Kirian | Carrer Girona · 1000 espectadors · Carles Bayón Martí · Álvaro Milián Álvaro · José Ramón López Rodríguez · |  |

| Posició | J  | G  | E | P | GF | GC | DG | Punts |
| ------- | -- | -- | - | - | -- | -- | -- | ----- |
| 1r      | 34 | 19 | 9 | 6 | 58 | 28 | 30 | 66    |